# District de Rosoy
Le district de Rosoy est une ancienne division territoriale française du département de Seine-et-Marne de 1790 à 1795.
Il était composé des communes de Rosoy, Coulommiers, Faremoutier, la Ferté Gaucher et Rebais, Guérard, et Pommeuse, Beautheil, Bernay-en-Brie, la Chapelle-Iger, Courpalay Fontenay-en-Brie, Lumigny, Maisoncelles, Mauperthuis, Molas, Pézarches, Ormeaux, Saints, Saint-Augustin, Touquin.